# 赣州晚报
《赣州晚报》，是中华人民共和国江西省赣州市的一份报纸。创刊于1994年7月，为赣南日报报业集团旗下报刊。 2018年1月5日,《赣州晚报》宣布改为周刊。
《赣州晚报》是赣州市第一份服务百姓生活的都市类新闻报纸，创刊于1994年7月1日，开始为原县级赣州市委的机关报，1999年随赣州撤地设市上划赣南日报社后，改为纯晚报性质的子报。为4开4版周六刊，周一至周五为24版。发行范围覆盖了赣州市所有城镇。2018年12月28日，赣州晚报宣布2019年停刊。